# Stadionul Municipal (Sfântu Gheorghe)
Stadionul Municipal este un stadion multifuncțional din Sfântu Gheorghe, România. A fost folosit de echipa Sepsi OSK pentru meciurile de fotbal. Stadionul are o capacitate de 4.774 de locuri.